# توشیمیتسو یوشیدا
توشیمیتسو یوشیدا (انگلیسی: Toshimitsu Yoshida؛ زادهٔ ۲۹ اوت ۱۹۶۳) داور فوتبال، و بازیکن فوتبال اهل ژاپن است.